# Tobías Albarracín
Tobías Albarracín (La Rioja, Argentina, 5 de diciembre de 1984) es un futbolista argentino. Juega de defensa y su equipo actual es el Club Social y Atlético Guillermo Brown de la Primera B Nacional de Argentina.

## Trayectoria

### Independiente de La Rioja
Su primer equipo fue Independiente de la provincia de La Rioja. Jugó en el club entre 2005 y 2007, cuando participaba del Torneo del Interior. Jugó un total de 38 partidos, marcando 1 gol.

### Guaraní Antonio Franco
Albarracín llega a Guaraní Antonio Franco, equipo que jugaba el Torneo Argentino B. En la primera ronda, el conjunto de Misiones hace una gran campaña y termina tercera de la zona B, clasificando a la segunda ronda. En la segunda ronda el equipo termina último de la zona A dejándolo sin chances de un ascenso al Torneo Argentino A. A pesar de no haber conseguido el ascenso al Argentino A, Albarracín consiguió convertir 2 goles en su primera temporada en el Torneo Argentino B.
Para la temporada 2008-09, Guaraní Antonio Franco conseguiría otra vez la clasificación a la segunda ronda, junto a su rival Crucero del Norte. Albarracín convirtió 2 goles en la primera ronda, y los dos frente a Sol de América de Formosa. En la segunda ronda, Guaraní Antonio Franco finalizaría tercero con 7 puntos, quedando otra vez afuera de la final para el ascenso al Torneo Argentino A.
En su última temporada, en el Apertura 2009 del Torneo Argentino B, convirtió 1 gol, frente a Chaco For Ever. El equipo terminó segundo con 25 puntos, clasificando a la fase final.
En total jugó 59 partidos y convirtió 5 goles.

### Años en Bolivia

#### Universitario de Sucre
En el 2010 Albarracín llegó a Universitario de Sucre de Bolivia. Jugó solamente 1 año, donde fue titular indiscutible, jugando el 95% de los partidos. El equipo terminó cuarto en el Apertura 2010, clasificando al Hexagonal de "Perdedores", donde luego terminaría campeón, logrando un lugar en la Primera fase de la Copa Sudamericana. Mientras que en el Clausura 2010, terminaron últimos con 22 puntos.

##### Copa Sudamericana 2010
Universitario de Sucre clasificó a la primera fase de la Copa Sudamericana 2010, por ganar el Hexagonal de Perdedores. El 17 de agosto de 2010, el equipo boliviano se enfrentó a Colo-Colo de Chile, siendo su primer partido internacional. El partido terminó 2-0 en la ida, y 3-1 a favor del equipo chileno.
En la segunda ronda, Universitario se enfrentó a Cerro Porteño, uno de los grandes clubes de Paraguay. Albarracín también formó parte del equipo que derrotaría por 1-0 en la ida y empataría 2-2 en la vuelta para clasificar a los octavos de final.
Ya en octavos de final, Universitario se enfrentó al Palmeiras de Brasil, donde quedarían afuera por las derrotas 1-0 y 3-1 en la ida y vuelta. Albarracín jugó los 2 encuentros.

### Paso fugaz en Europa
En 2011, luego de participar en la Copa Sudamericana 2010, el Legia de Varsovia de Polonia contrato al jugador, pero no sumaría minutos. El equipo terminaría la liga polaca en tercera posición.

### Vuelta a Bolivia

#### San José
En el 2011, luego de su mal paso por Polonia, regresa a Bolivia, esta vez a San José. En el Torneo Adecuación, el equipo logra el sexto puesto, aunque lejos de clasificar a copas internacionales. 
Para el Torneo Apertura, San José queda cuarto, clasificando a los cuartos de final. El equipo llega hasta semifinales, donde es eliminado por el exequipo de Albarracín, Universitario de Sucre.
En el Torneo Clausura, San José queda segundo, clasificando a la Copa Libertadores 2013.
Así, Albarracín cierra su vínculo con San José, con 32 partidos jugados y 4 goles.

#### Bolívar
En 2012, Albarracín llega al Bolívar, uno de los grandes de Bolivia. 
Para el Torneo Apertura, Bolívar queda tercero, clasificando a la Copa Libertadores 2013.
En el Torneo Clausura, Bolívar sale campeón, siendo en lo individual, el primer título para Albarracín.
El argentino cerraría su campaña con el Bolívar, con 35 partidos jugados.

##### Copa Libertadores 2013
Bolívar jugaría la primera fase contra São Paulo, pero se volverían rápido, porque perderían 5-0 en la ida, y aunque hayan ganado 4-3 en la vuelta, el global quedaría a favor del conjunto brasileño por 8-4.

### Vuelta a su país

#### Guaraní Antonio Franco
Albarracín decide en 2013, volver al país, y volver a Guaraní Antonio Franco, equipo que jugó por 2 años, siendo uno de los titulares indiscutibles de esa época.
El equipo misionero se encuentra en el Torneo Argentino A y para la temporada 2013-14 Guaraní Antonio Franco en la zona norte,. En su vuelta a Guaraní Antonio Franco, convierte su primer (y único) gol el 17 de noviembre de 2013, en la victoria 2-1 sobre San Jorge de Tucumán. El equipo termina segundo, clasificando al nonagonal. En él, Guaraní Antonio Franco termina tercero, clasificando a la cuarta fase junto a la CAI. En la cuarta fase, vence a Juventud Unida de Gualeguaychú por 5-3 en el global, accediendo a la quinta fase, donde ganaría frente a Tiro Federal, y llegando a la sexta fase. Guaraní Antonio Franco vencería en la sexta fase a Juventud Unida Universitario, ascendiendo a la Primera B Nacional, teniendo como primera experiencia a Albarracín en dicha división.
En su primera temporada en la segunda categoría del fútbol argentino, Albarracín disputaría 17 partidos, convirtiendo 2 goles, uno de ellos frente a Colón de Santa Fe, que luego ascendería a Primera División. 
 Guaraní Antonio Franco finalizó su primer torneo décimo, de 11 equipos, en la zona A.
Para la temporada 2015, Albarracín jugaría 35 partidos, siendo titular en la defensa, y convirtiendo otra vez 2 goles. El equipo terminó décimo séptimo con 50 puntos, y no le alcanzó para salvarse.
Albarracín finalizó su contrato con Guaraní Antonio Franco, consiguiendo jugar 85 partidos, y convirtiendo 6 goles.

#### Guillermo Brown
Albarracín llega a Guillermo Brown de Puerto Madryn, con la intención de dejar al club en la B Nacional. Juega un total de 19 partidos, siendo titular del equipo. Convirtió un gol durante esta temporada, frente al futuro campeón, Talleres de Córdoba. Guillermo Brown lograría el octavo puesto con 30 puntos.
Para la segunda temporada en el club, Albarracín juega 39 de 44 partidos, siendo uno de los pilares de la defensa. El equipo terminó tercero, a 2 puntos de lograr el ascenso a la Primera División.
El defensor finalizaría su contrato con un total de 58 partidos jugados y con 1 gol en su haber.

#### Quilmes
Albarracín llega a Quilmes, recién descendido de la Primera División. Firma su contrato hasta junio de 2018. Actualmente lleva 6 partidos de 6.
En febrero de 2021, el defensor regresó a Guillermo Brown en la B Nacional.

## Clubes
| Club                      | País                | Año                 | PJ  | Goles | Prom. |
| ------------------------- | ------------------- | ------------------- | --- | ----- | ----- |
| Independiente de La Rioja | Argentina           | 2005 - 2007         | 38  | 1     | 0,02  |
| Guaraní Antonio Franco    | Argentina           | 2007 - 2008         | 59  | 5     | 0,08  |
| Universitario de Sucre    | Bolivia             | 2010                | 41  | 1     | 0,02  |
| Legia Varsovia            | Polonia             | 2011                | 0   | 0     | 0,00  |
| San José                  | Bolivia             | 2011 - 2012         | 32  | 4     | 0,12  |
| Bolívar                   | Bolivia             | 2013                | 35  | 0     | 0,00  |
| Guaraní Antonio Franco    | Argentina           | 2013 - 2015         | 85  | 6     | 0,07  |
| Guillermo Brown           | Argentina           | 2015 - 2017         | 58  | 1     | 0,01  |
| Quilmes                   | Argentina           | 2017 - 2018         | 19  | 0     | 0,00  |
| Temperley                 | Argentina           | 2017 - 2018         | 11  | 0     | 0,00  |
| Estudiantes (Caseros)     | Argentina           | 2018 - 2020         | 6   | 0     | 0,00  |
| Americo Tesorieri         | Argentina           | 2021                | 3   | 0     | 0,00  |
| Guillermo Brown           | Argentina           | 2021                | 13  | 1     | 0,07  |
| Total en su carrera       | Total en su carrera | Total en su carrera | 400 | 19    | 0,04  |